# هوارد وينستون
هوارد وينستون (بالإنجليزية: Howard Winstone) كان ملاكم ويلزي صنّف ضمن فئة وزن الريشة. حقق بطولة المجلس العالمي للملاكمة.

## إحصائيات
خاض خلال مسيرته 67 نزالا، فاز في 61 ولم يتعادل وخسر في 6. فاز بالضربة القاضية في 27 نزالا.

## روابط خارجية
- هوارد وينستون على موقع بوكس ريك (الإنجليزية) (registration required)
- هوارد وينستون على موقع اتحاد ألعاب الكومنولث (مؤرشف) (الإنجليزية)